# Farkasova věta
Farkasova věta, někdy též Farkasovo lemma, vypovídá o řešitelnosti konečné soustavy lineárních rovnic, případně nerovnic, existuje několik modifikací. Věta je jedním z důsledků silné věty o dualitě v lineárním programování. Jako první tuto větu dokázal maďarský matematik Gyula Farkas v roce 1902.

## Formulace
Jak bylo již výše zmíněno, v literatuře se objevuje několik formulací Farkasovy věty, první zde uvedená formulace, byla převzatá z knihy Gale, Kuhn and Tucker (1951).

#### Farkasova věta (Gale, Kuhn a Tucker)
Pokud {\displaystyle \mathbf {A} \in \mathbb {R} ^{m\times n}} a {\displaystyle \mathbf {b} \in \mathbb {R} ^{m}}, pak právě jedno z následujících tvrzení je pravdivé
1. Existuje {\displaystyle \mathbf {x} \in \mathbb {R} ^{n}} takové že {\displaystyle \mathbf {Ax} =\mathbf {b} } a zároveň {\displaystyle \mathbf {x} \geq 0}.
2. Existuje {\displaystyle \mathbf {y} \in \mathbb {R} ^{m}} takové že {\displaystyle \mathbf {A} ^{\mathsf {T}}\mathbf {y} \geq 0} a zároveň {\displaystyle \mathbf {b} ^{\mathsf {T}}\mathbf {y} <0}

Jinou, ekvivalentní formulaci můžeme najít v knize Dupačová, Lachout.

#### Farkasova věta (Dupačová a Lachout)
Soustava {\displaystyle \mathbf {A} \mathbf {x} =\mathbf {b} } má nezáporné řešení tehdy a jen tehdy, když pro každé {\displaystyle \mathbf {u} }, které splňuje {\displaystyle \mathbf {A} ^{\mathsf {T}}\mathbf {u} \geq \mathbf {0} }, platí {\displaystyle \mathbf {b} ^{\mathsf {T}}\mathbf {u} \geq \mathbf {0} }.

### Ekvivalence formulací
První formulace nám říká, že právě jedno z tvrzení (1.) a (2.) je pravdivé, to je ekvivalentní s tvrzením, že (1.) je ekvivalentní s negací (2.) Tedy {\displaystyle (\exists \mathbf {x} \in \mathbb {R} ^{n},\,\mathbf {x} \geq \mathbf {0} \,\And \,\mathbf {A} \mathbf {x} =0)\Leftrightarrow \neg (\exists \mathbf {y} \in \mathbb {R} ^{m},\,\mathbf {b} ^{\mathsf {T}}\mathbf {y} <0\,\And \,\mathbf {A} ^{\mathsf {T}}\mathbf {y} \geq 0)}. Tvrzení {\displaystyle \neg (\exists \mathbf {y} \in \mathbb {R} ^{m},\,\mathbf {b} ^{\mathsf {T}}\mathbf {y} <0\,\And \,\mathbf {A} ^{\mathsf {T}}\mathbf {y} \geq 0)} je ekvivalentní s {\displaystyle \forall \mathbf {u} \in \mathbb {R} ^{m},\,\mathbf {A} ^{\mathsf {T}}\mathbf {u} \geq 0\Rightarrow \mathbf {b} ^{\mathsf {T}}\mathbf {u} \geq \mathbf {0} } z čehož plyne druhá formulace věty.

## Důkaz věty
Důkaz Farkasovy věty vychází ze silné věty o dualitě v lineárním programování aplikované na dvojici duálních úloh

{\displaystyle \max\{\mathbf {0} ^{\mathsf {T}}}\mathbf {x} :\,\mathbf {A} \mathbf {x} =\mathbf {b} ,\,\mathbf {x} \geq \mathbf {0} \}

a

{\displaystyle \min\{\mathbf {b} ^{\mathsf {T}}\mathbf {y} :\,\mathbf {A} ^{\mathsf {T}}\mathbf {y} \geq \mathbf {0} \}}.
Maximalizační problém je triviální a má optimální řešení právě tehdy, když je množina přípustných řešení neprázdná, což je ekvivalentní s tím, že soustava {\displaystyle \mathbf {A} \mathbf {x} =\mathbf {b} } má nezáporné řešení. Podle silné věty o dualitě má maximalizační problém optimální řešení tehdy a jen tehdy, když má duální minimalizační problém optimální řešení. Protože {\displaystyle \mathbf {0} \in M=\{\mathbf {y} :\mathbf {A} ^{\mathsf {T}}\mathbf {y} \geq \mathbf {0} \}} a {\displaystyle M} je zároveň množinou všech svých směrů, tak minimalizační problém má optimální řešení právě tehdy, když pro každé {\displaystyle \mathbf {u} }, které splňuje {\displaystyle \mathbf {A} ^{\mathsf {T}}\mathbf {u} \geq \mathbf {0} }, platí {\displaystyle \mathbf {b} ^{\mathsf {T}}\mathbf {u} \geq \mathbf {0} }. Čímž je dokázaná požadovaná ekvivalence.

## Příklad
Mějme m, n = 2, {\displaystyle \mathbf {A} ={\begin{pmatrix}6&4\\3&0\end{pmatrix}}}, {\displaystyle \mathbf {b} ={\begin{pmatrix}b_{1}\\b_{2}\end{pmatrix}}}. Farkasova věta říká, že právě jedno z následujících je pravda (v závislosti na b1,, b2)
1. Existuje x1 ≥ 0, x2 ≥ 0 takové že: 6 x1 + 4 x2 = b1 a 3 x1 = b2, nebo
2. Existuje y1, y2 takové že: 6 y1 + 3 y2 ≥ 0, 4 y1 ≥ 0, a b1 y1 + b2 y2 < 0.

Uveďme důkaz pro tento speciální případ:
- Pokud b2 ≥ 0 a b1 − 2b2 ≥ 0, pak možnost 1 je pravdivá, protože řešení soustavy je x1 = b2/3 a x2 = b1 − 2b2. Možnost 2 není pravdivá, jelikož b1 y1 + b2 y2 ≥ b2 (2 y1 + y2) = b2 (6 y1 + 3 y2) / 3, když pravá strana je kladná, levá strana musí být také kladná.
- Jinak, možnost 1 je nepravdivá, protože řešení rovnice nemůže mít všechny složky nezáporné. Avšak možnost 2 je pravdivá:
  - Když b2 < 0, pak můžeme vzít. y1 = 0 a y2 = 1.
  - Když b1 − 2b2 < 0, pak pro nějaké číslo B > 0, b1 = 2b2 − B, takže: b1 y1 + b2 y2 = 2 b2 y1 + b2 y2 − B y1 = b2 (6 y1 + 3 y2) / 3 − B y1. Proto můžeme například vzít: y1 = 1, y2 = −2.